# Leptolalax hamidi
Leptolalax hamidi är en groddjursart som beskrevs av Matsui 1997. Leptolalax hamidi ingår i släktet Leptolalax och familjen Megophryidae. IUCN kategoriserar arten globalt som sårbar. Inga underarter finns listade i Catalogue of Life.